# Густаф Стеффен
Густаф Фредрік Стеффен (швед. Gustaf Fredrik Steffen; 4 травня 1864, Стокгольм — 15 квітня 1929, Гетеборг) — шведський соціолог і член шведського парламенту (Риксдаг), політекономіст. Шведська соціологія почала розвиватися пізно, а він першим проводив багато важливих досліджень у Швеції, в яких використовувалися соціологічні теорії та методи, з яких користала решта шведських університетів. Пан Густаф Стеффен був прихильником державної самостійності і політичної незалежності України, він автор брошури шведською та англійською мовами «Росія, Польща й Україна».

## Біографія
Народився 1864 року у м. Стокгольм. Після завершення студій Густав Штеффен прийняв у 1883 р. ступінь бакалавра в Стокгольмі, а потім вивчав хімію в німецькому Рейнсько-Вестфальському Технічному університеті Ахена з 1883 р. до 1885 р., був технічним помічником у Гірничій Академії в Берлінському університеті (клас лектури Густава фон Шмоллєра у Гумбольдтському університеті Берліна) з 1885 р. до 1887 р. і в Королівському сільськогосподарському товаристві у Лондоні в 1889 р., був кореспондентом шведської газети у Лондоні (1887—1897 рр.). Де став членом Товариства Фабіана та другом Кропоткіна Петра Олексійовича.
- З 1897 р. до 1902 р. він був кореспондентом шведської газети у Флоренції.
- Давав лекції з економіки в Англії у 1892–1896 рр., а потім був кореспондентом Aftonbladet описуючи торгівлю і морські справи у Гетеборгу та інше.
- Він отримав ступінь доктора філософських наук в Ростокському університеті в 1902-1903 рр., а в 1903 р. він був призначений професором кафедри економіки і соціології в Гетеборзькому університеті (Вища школа). У філософії він був послідовником Бергсона. У Гетеборзькому університеті при своїй кафедрі організував навколо себе професуру з соціології.
- 1904 р. він був призначений членом співтовариства науковців і літераторів.
- У 1912 р. він став членом житлової комісії, у 1913 р. — членом Громадської ради, а в 1920 р. — членом ради соціалізації.
- У 1911–1916 рр. він став членом шведського парламенту Риксдагу першого скликання з виборчого округу Стокгольму, але в 1915 р. він був виключений із Соціал-демократичної партії Швеції через нібито, виражену симпатію до німців. Після Першої світової війни він був поновлений в соціалістичній партії. Стеффен був членом Королівського інституту суспільних наук і літератури в Гетеборзі.
- У 1929 р. помер у м. Гетеборг. Стеффен був членом Королівського наукового та літературного товариства в Гетеборзі, а також членом-кореспондентом Німецького товариства з соціології. Політично, він брав активну участь у шведській соціал-демократії.

## Психологічна соціологія
Стеффен був представником «психологічної школи соціології» й постулював:
|  | «соціальне само в собі доволі психічно, тільки психіка; соціологія повністю в психології, для індивідуальної психології - так». |

Він для соціології є вченим психологом, об'єкт його дослідів — взаємодія або одностороннє втручання між людськими характеристиками свідомості. Їх метою є психологічне пояснення соціального життя, його походження і розвиток, що необхідно зрозуміти менталітет людини, а не матеріалізм у суспільстві. Його концепція — в тому, що всі основні соціальні факти виникають у свідомості індивіда. Таким чином, соціальний розвиток є історією душі. В чому помітний вплив на нього ідей соціальної доктрини Католицької Церкви. Адже у XVI столітті німецький теолог Руперт Мельденій висунув знамениту максиму: «лат. in necessariis unitas, in dubiis libertas, in omnibus caritas» (у перекладі «в необхідному — єдність, у сумнівах — свобода, в усьому — любов»). Відомий теолог Йозеф Хеффнер визначив соціальне вчення Католицької Церкви як «сукупність соціально-філософських (взятих, по суті, із соціальної природи людини) і соціально-теологічних (взятих з християнського вчення про Спасіння) знань про сутність і устрій людського суспільства і про випливаючі звідси і застосовуваних до конкретних суспільних відносин нормам і завданням суспільного устрою (ладу суспільства)»..

## Твори на шведській мові
- Sociala studier (sju delar, 1905-12)
- Den industriella arbetarfrågan (1889 i «Verdandis småskrifter»)
- Färgernas betydelse i djur- och växtvärlden (1890 i «Verdandis småskrifter»)
- Normalarbetsdagen (1891 i «Verdandis småskrifter»)
- Från det moderna England (1893; tysk upplaga 1895)
- Brittiska ströftåg (1895; tysk upplaga 1896),
- Studier öfver lönsystemets historia i England (två delar, 1895, 1899; i Lorénska stiftelsens skrifter, 16)
- England som världsmakt och kulturstat (1898; tysk upplaga 1899)
- Lönarbetaren och samhället (1900), omarbetad på tyska: Geschichte der englischen lohnarbeiter, I 1250—1760 (1901), II 1760—1830 (1904), III 1830—1890 (1905)
- Über die kaufkraft erwachsener männlicher arbeiter in England 1760—1830 (dissertation 1902)
- England och demokratismen (1909; tysk bearbetning 1911)
- Lagstiftningen om smärre jordbruk och jordlotter i England, Skottland och Irland (1909; emigrationsutredningen)
- Utvandringen och de ekonomiska konjunkturerna i Sverige och Italien (1909; emigrationsutredningen)
- Lebensbedingungen moderner kultur (1909)
- Das problem der demokratie (1912)
- Samhällets kamp mot fattigdomen. I. Den lagstadgade minimilönen (1913)
- Sociologien, dess föremål och problemer (1907; tre upplagor)
- Sociologi (I—IV, 1910- 11)
- Der weg zu sozialer erkenntniss (1911)
- Die grundlagen der soziologie (1912)
- Die irrwege sozialer erkenntniss (1913)
- Den materialistiska samhällsuppfattningens historia före Karl Marx (1914)
- Marx och materialismen (1914)
- Krig och kultur (fyra delar, 1914-17; flera tyska upplagor)
- Världsåldrarna
- Demokrati och maktpolitik

## Публікації на німецькій мові
- Die Demokratie in England: einige Beobachtungen im neuen Jahrhundert und ein Renaissanceepilog, Jena: Diederichs, 1911
- Der Weg zu sozialer Erkenntnis, Jena: Diederichs, 1911
- Das Problem der Demokratie, Jena: Diederichs, 1912
- Die Irrwege sozialer Erkenntnis, Jena: Diederichs, 1913
- Die Grundlage der Soziologie: Ein Programm zu der Methode der Gesellschaftswissenschaft, Jena: Diederichs, 1928.